# ملعب فيكتوريا (جبل طارق)
ملعب فيكتوريا هو ملعب متعدد الأغراض في جبل طارق، يتسع لجلوس 5،000 متفرج. غالباً ما يستخدم لمباريات كرة القدم. افتتح الملعب في 2012.